# Ель-Маліха (нохія)
Ель-Маліха (араб. ناحية المليحة) — нохія у Сирії, що входить до складу району Провінція Дамаск-Центр провінції Дамаск. Адміністративний центр — місто Ель-Маліха.